# Arado Ar 68
Arado Ar 68 — немецкий истребитель-биплан 30-х годов, созданный по заказу Рейхсминистерства авиации фирмой Арадо в 1933 году под руководством конструктора В. Блюма. Было выпущено 511 экземпляров самолёта, применявшихся во время гражданской войны в Испании и в начале Второй мировой.

## История
Последний истребитель-биплан Люфтваффе. Разрабатывался параллельно с Heinkel He 51, как преемник Arado Ar 65, с тем чтобы максимально быстро насытить ВВС авиатехникой. Проектирование истребителя Arado Ar.68 велась с 1933 года под руководством В. Блюма в КБ фирмы «Арадо флюгцойгверке». Летом 1934 года впервые взлетел опытный Ar.68a. Самолет отлично показал себя во время первого пробного полёта, хотя в дальнейшем мотор BMW VID пришлось сменить на Junkers Jumo-210 из-за проблем с надежностью и производительностью.
Рейхсминистерство авиации прохладно относилось к созданию нового истребителя Арадо, так как Хейнкель уже приступил к серийному выпуску Не.51, который рассматривался основным истребителем люфтваффе и по скоростным характеристикам был лучше Арадо. К тому же завод в Варнемюнде получил контракт на выпуск 75 истребителей Не.51. Однако сотрудники «Арадо» были уверены, что их истребитель превосходит Не.51 по всем аспектам.
С самого начала Ar.68 оправдал самые оптимистичные ожидания в отношении управляемости и маневренности. Пилоты летавшие на этом самолете отмечали преимущество Ar.68 перед Не.51. Однако люфтваффе проявляло нерешительность в решении о запуске в серийное производство Ar.68. Спор между этими бипланами разрешил инспектор авиации Эрнст Удет. Он организовал учебный воздушный бой между двумя соперничающими бипланами, сам сев за штурвал Арадо. Ar.68 без труда выиграл этот бой, обставив Не.51 на вертикали и на вираже. Кроме того, самолет показал хорошую управляемость, что вместе с высокой прочностью конструкции предопределило судьбу Ar.68.

## Боевое применение и эксплуатация
Ar 68 начал поступать в части Люфтваффе в 1936. Вскоре, ему пришлось попасть на Испанскую гражданскую войну, где проявилось превосходство советского И-16 над ним. Ответом стала установка мотора Jumo-210Da на модификации Ar-68E. В 1937-8 гг до замены на Bf.109 — самый распространённый истребитель германских ВВС. Последние из остававшихся в строю Ar 68 применялись как ночные истребители (зима 1939-40) или как учебные (до 1944). Когда началась Вторая Мировая война оставшиеся в строевых частях Ar.68 использовались для осуществления ночных полетов вдоль германо-французской границы. Впоследствии все оставшиеся Ar.68 были переданы в летные школы, где использовались до 1943 года. На экспорт истребители не поставлялись.

## Серийное производство
Серийное производство самолета Arado Ar.68 было развернуто в июле 1936 года на заводе «Арадо» в Бранденбурге. Из-за проблем с внедрением двигателя Jumo 210 в производство, серийно выпускались два варианта Ar.68 — как с новым двигателем, так и со старым. Выпускались две основные модификации: Ar.68Е-1 c двигателем Jumo 210Ea и Ar.68F-1 с двигателем BMW VI 7,3. Общий объем производства с 1936 по 1938 годы с учетом прототипов составил 511 самолетов.

## Описание конструкции
Самолет Arado AR.68 представлял собой одноместный расчалочный одностоечный биплан с неубирающимся шасси. Этот самолет классической для «Арадо» конструкции был последним бипланом принятым на вооружение Люфтваффе.

### Планер
Фюзеляж — каркас фюзеляжа сварной ферменной конструкции изготавливался из стальных труб. В поперечном сечении фюзеляж имел форму овала. Для придания фюзеляжу овальной формы использовались дюралевые стрингеры. Носовая часть фюзеляжа была обшита штампованными дюралевыми листами, а хвостовая часть полотном. Пилотская кабина располагалась в фюзеляже за задней кромкой верхнего крыла и была прикрыта спереди плексигласовым козырьком.
Крылья — двухлонжеронные крылья деревянной конструкции с полотняной и фанерной обшивкой. Верхнее и нижнее крылья имели разный размах. На верхнем крыле были установлены компенсированные элероны, а на нижнем по всему размаху посадочные закрылки с очень малой хордой.. Передняя кромка и нижняя часть верхнего крыла до заднего лонжерона обшивалась фанерой, остальное полотном. Нижнее крыло было полностью обшито фанерой. Прочность бипланной коробки обеспечивали междупланные стойки выполненные из стальных труб и расчалки из двойных лент.
Хвостовое оперение — однокилевое классической схемы. Каркас горизонтального оперения (стабилизатор и рули высоты) был выполнен из алюминия, обшивка стабилизатора металлическая, а обшивка руля высоты полотно. Стабилизатор соединен с килем двумя V-образными подкосами. Руль высоты имел аэродинамическую компенсацию и триммер, управляемый из пилотской кабины. Вертикальное оперение (киль и руль направления) имело аналогичную конструкцию. Руль направления также имел компенсатор и триммер.
Шасси — неубирающееся трехопорное с хвостовым колесом. Стойки шасси рычажного типа с пружинной амортизацией и разрезной осью колес. Стойки шасси были закреплены на каркасе фюзеляже и закрыты обтекателями.

### Двигатель
Двенадцатицилиндровый V-образный двигатель жидкостного охлаждения Jumo-210 Ea, мощностью 730 л. с. Воздушный винт — двухлопастный деревянный с фиксированным шагом, оснащенный дюралевым коком. Двигатель был установлен на мотораме, сваренной из стальных труб. Жидкостный радиатор системы охлаждения располагался в тоннеле под двигателем. Топливный бак, емкостью 200 литров, находился в передней части фюзеляжа. Масляный бак, емкостью 16 литров, был установлен за двигателем.

### Вооружение
Два синхронных пулемета калибра 7,92 мм установленные в фюзеляже перед пилотской кабиной, с боекомплектом 1000 патронов. В распоряжении пилота имелся рефлекторный прицел. Под фюзеляжем мог подвешиваться специальный магазин на 10 кг осколочных бомб, но это делалось редко из-за большого дополнительного воздушного сопротивления.

## Модификации
- Ar 68a (D-IKIN): первый прототип с двигателем BMW VId
- Ar 68b (D-IVUS): второй прототип с 12-цилиндровым двигателем водяного охлаждения Junkers Jumo 210A
- Ar 68c (D-IBAS): третий прототип с двигателем Jumo 210A, вооружённый двумя 7,92-мм пулемётами MG 17 (боекомплект 500 патронов на ствол).
- Ar 68d (D-IТАR): предсерийная модель с двигателем BMW VI. В дальнейшем обозначался и как Ar 68E-0.
- Ar 68e (D-IТЕР): предсерийная модель с двигателем Jumo 210Da. Также известен как Ar 68V-5. По новой системе обозначений 68E-0.
- Ar 68 F-1: серийный образец. Стальной набор корпуса обшит металлом, деревянные рамы плоскостей — тканью. Из-за проблем с поставками моторов Jumo 210 весной-летом 1936 устанавливался BMW VI. Взлётная мощность 750 л. с. Эта модель поступала на вооружение 134-й истребительной эскадрильи «Хорст Вессель».
- Ar 68 E-1: окончательный вариант серийной версии с мотором Jumo 210Da (640 л. с.), позже заменённым на Jumo 210Ea. Поступала на вооружение истребительной эскадрильи «Шлагетер».
- Ar 68 H: Прототип (D-ISIX) с весны 1937 9-цилиндровым звездообразным двигателем воздушного охлаждения BMW 132 Da (800—850 л. с.), закрытая кабиной и два дополнительных MG 17 в верхнем крыле. Максимальная скорость составляла 306 km/h на уровне моря и 335 км/ч на высоте 2650 м. На основе этой модификации позже разрабатывался палубный истребитель Arado Ar 197 для планировавшегося к постройке авианосца «Граф Цеппелин».

## На вооружении других стран
- Испанская Республика —

## Тактико-технические характеристики
Приведены данные модификации Ar 68E.
Источник данных: Smith and Kay, 1972.

Технические характеристики
- Экипаж: 1
- Длина: 9,5 м
- Размах крыла: 11,0 м
- Высота: 3,3 м
- Площадь крыла: 27,3 м² (обоих крыльев)
- Масса пустого: 1600 кг
- Нормальная взлётная масса: 2020 кг
- Силовая установка: 1 × 12-цилиндровый жидкостного охлаждения Junkers Jumo 210Ea
- Мощность двигателей: 1 × 670 л. с. (1 × 500 кВт)

Лётные характеристики
- Максимальная скорость:  
  - у земли: 306 км/ч
  - на высоте: 335 км/ч на 2650 м
- Посадочная скорость: 95 км/ч
- Практическая дальность: 415 км
- Практический потолок: 8100 м
- Скороподъёмность: 12,6 м/с
- Нагрузка на крыло: 74 кг/м²
- Тяговооружённость: 247,5 Вт/кг

Вооружение
- Стрелково-пушечное: 2 × 7,9 мм пулемёта MG-17 с 500 патр. на ствол
- Бомбы: 6 × 10 кг

## Самолёт в сувенирной и игровой индустрии
Известны модели Ar 68 выпускаемые следующими фирмами:
- «Huma» #HM-3500 1:72, модификации A, E, F, H
- «Classic Airframe» 1/48 #450+453 E/F